# Публій Валерій Потіт Публікола
Пу́блій Вале́рій Поті́т Публі́кола (лат. Publius Valerius Potitus Publicola; IV століття до н. е.) — політик і військовий діяч Римської республіки, шестиразовий військовий трибун з консульською владою (консулярний трибун) 386, 384, 380, 377, 370 і 367 років до н. е.

## Біографічні відомості
Походив з древнього патриціанського роду Валеріїв. Син Луція Валерія Потіта, консула 393 року до н. е.

### Перша трибунська каденція
386 року до н. е. його було обрано перший раз військовим трибуном з консульською владою разом з Квінтом Сервілієм Фіденатом, Марком Фурієм Каміллом, Луцієм Горацієм Пульвіллом, Луцієм Квінцієм Цинціннатом Капітоліном і Сервієм Корнелієм Малугіненом.
Того року бойові дії були доручені Марку Фурію Каміллу, а інші трибуни опікувались організацію армії, яка мала бути розташована в сільській місцевості для захисту міста від нападу етрусків.

### Друга трибунська каденція
384 року до н. е. його було вдруге вибрано військовим трибуном з консульською владою разом з Марком Фурієм Каміллом, Гаєм Папірієм Крассом, Сервієм Сульпіцієм Руфом, Титом Квінкцієм Цинціннатом Капітоліном і Сервієм Корнелієм Малугіненом.
Під час його каденції відбувся судовий процес проти Марка Манлія Капітоліна, який хотів захопити владу в Римі. Суд закінчився смертним вироком Марку Манлію.

### Третя трибунська каденція
У 380 році до н. е. його втретє було обрано військовим трибуном з консульською владою разом з Луцієм Валерієм Публіколою, Гнеєм Сергієм Фіденатом Коссом, Ліцінієм Мененієм Ланатом і Сервієм Корнелієм Малугіненом.
Того року відбулися суперечки між патриціями і плебеями з питання про те, чи можна брати римських громадян у боргову кабалу. Цим вирішили скористатися містяни Пренесте, які оголосили війну Риму. Щоб уникнути зовнішньої небезпеки й обмежити владу трибунів, сенат обрав диктатором Тита Квінкція Цинцінната Капітоліна, який зрештою й привів римлян до перемоги проти Пренесте.

### Четверта трибунська каденція
У 377 році до н. е. його було вчетверте обрано військовим трибуном з консульською владою разом з Гаєм Ветурієм Крассом Цікуріном, Луцієм Квінкцієм Цинціннатом Капітоліном, Луцієм Емілієм Мамерціном, Сервієм Сульпіцієм Претекстатом і Гаєм Квінкцієм Цинціннатом.
Того року відбулось повстання проти Риму вольськів, які для цього об'єдналися з латинянами. Римська армія була розділена на три частини — одна, щоб захистити місто, друга — для захисту римської сільській місцевості, і третя велика частина була спрямована на боротьбу з ворогом, під командуванням Публія Валерія і Луція Емілія Мамерціна. Битва відбулася близько Сатріко і її перебіг був сприятливим для римлян, незважаючи на сильний опір латинян. У той час вольски захопили Анціо, а латиняни врешті підпалили Сатріко і напали на місто Тускулум, яке вони вважали подвійно винуватим, тому що Тускулум став тим латинським містом, яке отримало громадянство Римської республіки. У той час, як латиняни зайняли місто, жителі Тускулума відступили до внутрішньої фортеці й направили звернення про допомогу до римлян. Рим послав підкріплення під командуванням Луція Квінкція і Сервія Сульпіція аби перемогти латинян і звільнити союзні Риму міста.

### П'ята трибунська каденція
Після п'яти років невибрання військових трибунів з 376 року до н. е. через блокаду виборів народними трибунами Гаєм Ліцинієм Кальвою Столоном і Луцієм Секстієм Латераном, вибори нарешті відбулись 370 року до н. е. Публія Валерія було вп'яте обрано військовим трибуном з консульською владою разом із Сервієм Сульпіцієм Претекстатом, Гаєм Валерієм Потітом, Луцієм Фурієм Медулліном Фузом, Авлом Манлієм Капітоліном і Сервієм Корнелієм Малугіненом. Згадок про якісь дії військових трибунів під час цієї каденції немає. 

### Шоста трибунська каденція
367 року до н. е. його було вшосте обрано військовим трибуном з консульською владою разом із Марком Геганієм Мацеріном, Луцієм Ветурієм Крассом Цікуріном, Марком Корнелієм Малугіненом, Публієм Манлієм Капітоліном і Авлом Корнелієм Коссом. Під час каденції після звістки про наближення до Риму галів вп'яте Марка Фурія Камілла було обрано диктатором. Цього року посада військових трибунів з консульською владою була скасована через те, що народні трибуни провели закон, згідно з яким один з консулів мав бути обов'язково з плебеїв.  
Про подальшу долю Публія Валерія Потіта Публіколи відомостей немає.